# Proculo
Proculo (Albenga?, ... – 281 circa) è stato uno degli usurpatori dell'imperatore romano Probo, la cui ribellione sorse nelle province occidentali intorno all'anno 280.
Il nome latino: Titus Ilius Proculus non è autentico, viene dalle false monete descritte nelle 1579 dall'Hubert Goltz e della ripetizione di questo nome fatta dalle fonti numismatiche seguenti.

## Biografia
La fonte principale della vita di Proculo è l'inaffidabile Historia Augusta. Fonti secondarie sono l'Epitome di pseudo Aurelio Vittore e il Breviarium di Eutropio.
Proculo era probabilmente imparentato con i Franchi, perché chiese loro aiuto quando Probo lo depose. Nacque ad Albingaunum (moderna Albenga) da una famiglia della nobiltà locale, la quale si era arricchita con il bestiame e gli schiavi ottenuti con l'attività di brigantaggio: la Historia afferma che Proculo fu in grado di radunare un esercito di duemila schiavi in occasione della sua rivolta. Ebbe come moglie Vituriga, soprannominata Sansone per la sua mascolinità, e un figlio di quattro anni, Erenniano. Seguì la carriera militare, diventando tribuno militare di alcune legioni.
Nel 280 accettò la porpora imperiale offertagli dalla popolazione di Lugdunum (Lione) contro l'imperatore Probo, e si associò al trono Bonoso, un altro usurpatore. Proculo, che era stato un buon comandante militare, garantì l'agognata sicurezza agli abitanti della provincia, perché riuscì a sconfiggere gli Alamanni. Questa informazione, riportata dalla Historia, mostra come anche questa usurpazione fosse una risposta alla necessità, molto sentita dalle popolazioni che vivevano nei pressi delle frontiere minacciate dai barbari, di avere vicino l'imperatore e il suo esercito: all'epoca, infatti, Probo era in Siria per una campagna contro i Sasanidi.
Al suo ritorno, l'imperatore obbligò Proculo a ritirarsi al nord: questi chiese aiuto ai Franchi, i quali tuttavia, lo tradirono, consegnandolo a Probo. L'imperatore ordinò la morte dell'usurpatore, ma la famiglia e i beni dei Proculo furono risparmiati.